# Eulophiella ericophila
Eulophiella ericophila är en orkidéart som beskrevs av Jean Marie Bosser. Eulophiella ericophila ingår i släktet Eulophiella och familjen orkidéer. Inga underarter finns listade i Catalogue of Life.